# Caulolatilus intermedius
Caulolatilus intermedius is een straalvinnige vis uit de familie van Malacanthidae, orde baarsachtigen (Perciformes), die voorkomt in het westen en het zuidwesten van de Atlantische Oceaan.

## Beschrijving
Caulolatilus intermedius kan een maximale lengte bereiken van 60 centimeter.

## Leefwijze
Caulolatilus intermedius is een zoutwatervis die voorkomt in subtropische wateren met een zachte ondergrond, op een diepte van 45 tot 290 meter.
Het dieet van de vis bestaat hoofdzakelijk uit macrofauna en vis.

## Relatie tot de mens
Caulolatilus intermedius is voor de visserij van beperkt commercieel belang. De soort staat niet op de Rode Lijst van de IUCN.